# لوینکو
لوینکو (به لاتین: Lewinko) یک روستا در لهستان است که در گمینا لینگا واقع شده‌است. لوینکو ۱۲۵ نفر جمعیت دارد.